# Jeff Campbell (pallanuotista)
Jeffrey Guy Campbell, detto Jeff (Salt Lake City, 2 ottobre 1962), è un ex pallanuotista statunitense, vincitore di una medaglia d'argento alle olimpiadi di Seul 1988.